# Chapelle Saint-Antoine-de-Padoue d'Abriès-Ristolas
La chapelle Saint-Antoine-de-Padoue est une chapelle du diocèse de Gap et d'Embrun située à Abriès-Ristolas, dans les Hautes-Alpes.

## Histoire et architecture
Le premier indice historique est le bénitier qui porte la date 1781. Le second correspond à une date peinte sur les boiseries du chœur indiquant qu'elle a été restaurée en 1898 par la famille Audier qui habitait au hameau du Roux. Enfin, le troisième indice correspond à une information orale selon laquelle l'un des murs du chœur aurait été refait en 1940.